# Обратный фьючерс
Обратный фьючерс (англ. inverse futures) - особый тип расчётного фьючерсного контракта на криптовалюту. Контракт котируется в цене базовой валюты, а все расчёты производятся в криптовалюте. Несмотря на возможность использования для других валютных пар, контракт не получил распространения вне криптовалютного рынка.

## История
По мере того, как первая криптовалюта обретала популярность стал возникать спрос на торговлю деривативами. Обычно такие услуги предоставляют "настоящими" фьючерсными биржи, подлежащие законодательному регулированию. В 2012 году ныне несуществующая криптовалютная биржа ICBT предприняла попытку запустить торговлю классическим расчётным фьючерсом USD/BTC, в котором базовой валютой являлся Биткойн и таким образом все расчёты проводились в криптовалюте без необходимости лицензирования бизнеса.
Такая спецификация контракта привела к большим неудобствам в связи с тем, что цена обычного контракта BTC/USD выражается в биткойнах за доллар США. Например, для контракта объёмом в $1 при цене биткойна $10000 за 1 биткойн, цена такого фьючерса составляла 0.0001. При покупке такого контракта (открытию длинной позиции) подорожание биткойна приводило к убыткам по контракту и наоборот, падение цены биткойна давало прибыль по контракту. Такой финансовый инструмент оказался не востребован среди трейдеров и Алексей Брагин предложил другой тип контракта - обратный фьючерс. Название происходит из того факта, что контракт котируется в прямой цене {\displaystyle P}, а расчёты происходят в обратной цене {\displaystyle 1/P}. Несмотря на то, что это приводит к нелинейности, контракт подходит для использования как обычный расчётный фьючерс для хеджирования, арбитража и спекуляций.
Первым таким фьючерсом стал декабрьский фьючерс 2012 года, который экспирировался по цене $13.487 за 1 Биткойн.
В 2016 году Артур Хейс предложил новый вид обратного контракта - бессрочный обратный фьючерс.

## Виды обратного фьючерса
Календарный фьючерс - имеет заранее определённую дату исполнения контракта, когда производится расчёт между участниками. Обычной практикой является совершение "ролловера" или пролонгации контракта, когда трейдер закрывает позицию в фьючерсе с ближайшей датой экспирации и одновременно открывает позицию в фьючерсе с дальней датой экспирации.
Вечный фьючерс (или бессрочный, перп) - этот контракт отличается от календарного отсутствием даты экспирации и фактически его можно держать "вечно", а также наличием периодичных списаний или зачислений под названием "funding rate", которая зависит от того, насколько цена фьючерса ушла от базового актива. В этом виде контракта нет необходимости совершать действия для пролонгации своей позиции.

## Биржи
Обратные фьючерсы торгуются на следующих биржах:
- Huobi
- OkCoin
- BTC China
- BitMEX
- Kraken
- Deribit
- FTX
- Bybit